# Scaramouche (boek)
Scaramouche is een boek van Rafael Sabatini uit 1937
Het werd in 1952 verfilmd met Stewart Granger (Andre Moreau), Eleanor Parker (Lenore), Janet Leigh (Aline de Gavrillac de Bourbon), Mel Ferrer (Noel, Marquis de Maynes), Nina Foch (Marie Antoinette), Richard Anderson (Philippe de Valmorin (Marcus Brutus)) in de hoofdrollen.

## Hoorspel
Van Scaramouche is een 14-delige hoorspelserie gemaakt. De VARA zond ze uit vanaf zaterdag 8 oktober 1960. De bewerking was van Dick Dreux. De regisseur was Jan C. Hubert, die ook de omlijstende muziek componeerde en speelde.

### Delen
- Deel 01 (duur: 30 minuten)
- Deel 02 (duur: 30 minuten)
- Deel 03 (duur: 29 minuten)
- Deel 04 (duur: 27 minuten)
- Deel 05 (duur: 29 minuten)
- Deel 06 (duur: onbekend°)
- Deel 07 (duur: onbekend°)
- Deel 08 (duur: 29 minuten)
- Deel 09 (duur: 29 minuten)
- Deel 10 (duur: 24 minuten)
- Deel 11 (duur: 28 minuten)
- Deel 12 (duur: 26 minuten)
- Deel 13 (duur: 25 minuten)
- Deel 14 (duur: 21 minuten)

°Helaas zijn de delen 06 en 07 niet bewaard gebleven.

### Rolbezetting
- Johan Wolder (André-Louis Moreau)
- Erik Plooyer (Philippe de Vilmorin)
- Huib Orizand (de markies de La Tour d’Azyr)
- Elly den Haring (freule Aline)
- Sylvain Poons (lid van de letterkundige club in Rennes)
- Dick Scheffer (lid van de letterkundige club in Rennes & Jacques de la Quaille)
- Louis de Bree (de heer van Gavrillac)
- Wam Heskes (de procureur des Konings, Benoit & de voorzitter van de Nationale Vergadering)
- Hans Veerman (Le Chapelier)
- Donald de Marcas (de president van de letterkundige club in Nantes, een militie-officier & een sergeant bij de poort)
- Floor Koen (Fresnel, de veerman)
- Barbara Hoffman (Climène)
- Constant van Kerckhoven (Binet)
- Frans Somers (Léandre)
- Jos Brink (een sergeant, een bediende & Monsieur Rougane)
- Dick van ’t Sant (Scaramouche & een garçon)
- Nora Boerman (Colombine)
- Paul van der Lek (De Seautronc, kapitein d’Ormesson & een officier van het emigrantenleger)
- Jan Apon (Danton)
- Wiesje Bouwmeester (Madame de Plougastel)
- Alex Faassen jr. (de Chevalier de Chabrillane)
- Jan Borkus (de graaf de la Motte-Royau)
- Jo Vischer sr. (een sergeant & een wachtmeester)
- Dries Krijn (een volkscommissaris)
- Nel Snel (een vrouw uit het volk)

## Inhoud
Scaramouche vertelt het verhaal van een ietwat gezapige en zorgeloze jongeman, André-Louis Moreau, die geschokt wordt door de realiteit van zijn tijd (de Franse Revolutie) als zijn vriend, de dichter Philippe de Vilmorin, gedwongen wordt tot een duel met een schermkampioen, de Marquis de La Tour d'Azyr - de afloop is natuurlijk voorspelbaar en voor de Marquis is het weer eens een lastige republikein minder. Voor Moreau begint dan een reeks avonturen, naar men veronderstelt om het gedachtegoed van zijn dode vriend voort te zetten, alhoewel hij het zelf niet deelt. Algauw wordt hij als een verrader beschouwd en hij sluit zich aan bij een reizende groep acteurs. Dan zorgen de omstandigheden ervoor dat hij Scaramouche moet spelen terwijl de Marquis toekijkt...